# O Herre, för allt gott
O Herre, för allt gott är en psalm med text skriven av Gudmund Jöran Adlerbeth.

## Publicerad i
- 1819 års psalmbok som nr 256 under rubriken "Kristligt sinne och förhållande - I allmänhet: Förhållandet till Gud: Glädje i Gud och förnöjsamhet med hans behag under alla skiften".[1]